# 都筑式3号飛行機
都筑式3号飛行機（つづきしき3ごうひこうき）は、日本の都筑鉄三郎らが製作し、中国革命軍が運用した軍用機。

## 経緯
1915年（大正4年）初頭、中国革命軍は都筑鉄三郎に対して飛行機の製作を依頼し、これを受けた都筑は矢野周一助手を主務者として、同年1月10日より都筑式3号飛行機の設計・製作に着手。製作場所を帝国飛行協会の格納庫から菊川町の工場へと移しつつ、同年4月28日までに完成させた。
製作は突貫工事によるもので、さらに日中関係の悪化の影響を受け、1915年5月5日に来賓立ち会いのもと稲毛海岸で予定されていた試験飛行も中止された。同年5月3日に都筑が私的に試験飛行を行った後、
中国革命軍航空学堂（航空学校）側に引き渡された。引き渡し場所は稲毛だったとする資料と、分解された状態で永田町の中国公使館に搬入されたとする資料がある。購入に際して中国側が支払った金額は13,000円だった。
納入から1ヶ月後には、すでに南苑に置かれた航空学堂で中国側の試験飛行にこぎ着けている。中国側からの評価は、速力・安定性ともに良好で、フランスなどの他国製の機体よりも優秀というものだった。
なお、都筑式3号飛行機は初めて海外に輸出された日本製の飛行機となった。

## 機体
機体は日本産桧材を用いた木製単葉機で、胴体は合板張りあるいは羽布張り。形状はニューポール NGに類するもので、ニューポール式に加えてドゥペルデュサン式や都筑らの独創による要素も設計に盛り込まれていた。また、胴体は前後の部位を中央部で結合させた構造を採用しており、整備や鉄道輸送の際には容易に分割することができた。
エンジンはノーム製のものを装備しているが、これは星野式飛行機に用いるエンジンとして都筑が貸し出していたものを返却させたものだった。

## 諸元
出典：『日本航空機総集 九州・日立・昭和・日飛・諸社篇』 161頁、『日本航空史 明治・大正篇』 194頁。
- 全長：7.5 m
- 全幅：11.4 m
- 全高：2.6 m
- 自重：350 kg
- 全備重量：550 kg
- エンジン：ノーム 空冷回転星型7気筒（50 hp） × 1
- 最大速度：90 km/h
- 航続時間：4時間
- 乗員：1名